# Siège de Caerphilly
Batailles
Le siège de Caerphilly est conduit entre le 1er décembre 1326 et le 20 mars 1327, au cours de la campagne militaire menée par la reine Isabelle de France contre son époux, le roi d'Angleterre Édouard II. L'invasion du royaume conduite par la reine entre septembre et novembre 1326 se révèle couronnée de succès, puisque l'armée royale fait rapidement défection et le roi Édouard est capturé, avant d'être destitué par le Parlement d'Angleterre en faveur de son fils et héritier Édouard III en janvier 1327.
Pourtant, la résistance de quelques fidèles d'Édouard II au sein de la forteresse de Caerphilly s'éternise et la reine Isabelle se voit donc contrainte de mener un siège long et coûteux afin de s'en emparer. La garnison de Caerphilly refuse plusieurs pardons avant d'accepter une offre de reddition avec conditions en mars 1327. La prise du château permet finalement aux forces de la reine de prendre possession d'un bastion réputé imprenable et de faire surtout main basse sur le trésor royal qui y avait été préalablement déposé.

## Contexte
Le 24 septembre 1326, la reine Isabelle de France débarque dans le comté de Suffolk, situé à l'Est du royaume d'Angleterre, à la tête d'une petite armée de mercenaires qui n'excède sans doute guère plus de 1 500 hommes. Accompagnée de son fils aîné Édouard, duc d'Aquitaine, et de multiples partisans qui avaient trouvé refuge à ses côtés pendant les mois précédant son débarquement aux cours de France et de Hainaut, elle fait immédiatement publier une proclamation à l'adresse du peuple d'Angleterre, dans laquelle elle précise venir renverser le régime despotique de son époux Édouard II et du favori de ce dernier, Hugues le Despenser. Sans tarder, Isabelle pénètre en quelques jours successivement dans les villes de Cambridge et d'Oxford. Ralliant sans cesse le soutien du baronnage et du peuple sur le chemin de sa chevauchée, la reine évite la capitale, Londres, qui, bien que lui étant majoritairement favorable, est en proie au tumulte et à l'anarchie, la population locale se livrant au pillage et au vol. Isabelle poursuit donc son expédition en direction de Bristol, à l'Ouest.
Pendant ce temps, le roi Édouard II n'est informé de l'invasion de son épouse que le 27 septembre et, après avoir évalué la possibilité de tenir Londres face à l'armée rebelle, décide le 2 octobre de quitter précipitamment la capitale avec son favori. Il atteint Gloucester le 9 octobre, mais ne reçoit pas le soutien qu'il escomptait recevoir, l'armée royale ayant en très grande partie fait défection. Talonné par l'armée de la reine, il décide le 16 octobre de se réfugier au pays de Galles, région où il dispose de nombreux partisans parmi la basse noblesse. Arrivant à Chepstow, il profite de son avance par rapport à l'armée de la reine, qui est ralentie par le siège de la ville de Bristol, pour retirer 29 000 livres du trésor du royaume le 20 octobre. Désormais accompagné d'une poignée de partisans, Édouard pénètre une semaine plus tard dans la forteresse réputée inexpugnable de Caerphilly, qui appartient à Hugues le Despenser. Pour une raison inconnue, le roi et son favori quittent Caerphilly dès le 2 ou 3 novembre. Avant leur départ, ils laissent la garde du château et la gestion de la somme colossale de 14 000 livres à Hugues le Despenser, dit « Huchon », le fils aîné du favori, et à John Felton, qui reçoit le poste de connétable du château. Le parti royal erre quelques jours dans les environs de Neath et est finalement découvert par des partisans de la reine Isabelle près du village de Llantrisant, le soir du 16 novembre 1326. Édouard II et son favori Hugues le Despenser sont immédiatement remis à la garde d'Henri de Lancastre, 3e comte de Lancastre, en attendant qu'Isabelle de France statue sur leurs sorts respectifs.

## Conduite du siège
Après avoir fait exécuter pour haute trahison Hugues le Despenser à Hereford le 24 novembre, l'attention de la reine Isabelle et de ses partisans se détourne sur la forteresse de Caerphilly, qui reste farouchement loyale à Édouard II, alors emprisonné au château de Kenilworth. Dès le 1er décembre 1326, Isabelle nomme son homme de main Roger de Chandos shérif du Glamorgan et le place à la tête du commandement du siège de Caerphilly. L'ordre de nomination de Chandos précise que « c'est la volonté du roi que le même Roger fasse que le siège du château de Kerfily, qui tient toujours contre lui, soit maintenu avec diligence », ce qui laisse entendre que la reine a conscience de la solidité de la forteresse et désire d'abord encercler le château afin d'empêcher la garnison de mener des raids dans les environs pour se ravitailler. Quelques semaines plus tard, le 30 décembre, Roger de Chandos transmet à John Felton et à la garnison de 137 hommes restée à Caerphilly l'information que le roi, depuis le château de Kenilworth, leur donne ordre de lui remettre la forteresse. Felton refuse, arguant que le roi lui a fait jurer sur les Évangiles avant de quitter Caerphilly au début du mois de novembre de ne céder sous aucun prétexte la forteresse à son épouse ou à son fils et qu'un tel ordre n'a pu être exigé du souverain que sous la contrainte. En outre, bien qu'ayant lui-même reçu avec le reste de la garnison la promesse d'un pardon lui garantissant d'avoir la vie sauve, il refuse d'abandonner à son sort le jeune Huchon le Despenser, spécifiquement exclu de l'offre de la reine, qui prévoit de le faire exécuter.
Le siège s'éternise pendant plus d'un mois, pendant lequel Édouard II est déposé en son absence par le Parlement d'Angleterre en faveur de son fils, qui est proclamé roi à Londres le 25 janvier 1327 et couronné le 1er février suivant. Deux semaines après le couronnement, la reine-mère Isabelle démet Chandos de son poste le 15 février et le remplace par William la Zouche, 1er baron Zouche de Mortimer. Zouche obtient un renfort de 446 hommes pour conduire fermement le siège de Caerphilly, dont cinq chevaliers, 20 bannerets, 21 écuyers et 400 fantassins ou hommes d'armes. Étonnamment, l'évêque de Coventry Roger Northburgh est désigné pour être l'adjoint de Zouche au cours du siège. Le même jour que ce changement de commandant, une offre de pardon royal est adressée une nouvelle fois à la garnison : « Pardon à tous ceux qui se trouvaient au château de Kerfilly lorsqu'il a été tenu contre la reine Isabelle, à l'exception de Hugh, fils d'Hugh le Despenser le Jeune ». Le 20 février 1327, Zouche et Northburgh apprennent l'identité de certains des hommes qui résistent à l'intérieur de Caerphilly et un peu moins d'une quarantaine de personnes est nommée dans un autre pardon offert à cette date, dont est toujours exclu Huchon le Despenser. Mais la garnison adopte la même attitude qu'aux mois précédents et reste solidaire envers le jeune homme. Se trouvant dans une impasse, les assiégeants n'ont désormais pour seule solution que d'affamer la garnison, ce qui nécessite néanmoins beaucoup de temps en raison des vivres qui ont été stockés à Caerphilly à l'automne 1326.

## Capitulation et conséquences
La situation prend fin le 20 mars 1327, date à laquelle le siège est abandonné et qu'un pardon est accordé à Huchon le Despenser, qui se voit en revanche privé de ses biens et de sa liberté. La garnison quitte aussitôt la forteresse, tandis qu'Huchon est immédiatement incarcéré par Roger Mortimer, 3e baron Mortimer. Le destin ultérieur de la plupart de la garnison demeure par la suite inconnu, notamment celui du connétable John Felton. Toutefois, certains membres de la garnison restent loyaux à Édouard II et ce en dépit de sa destitution et de son emprisonnement. Ainsi, Roger atte Watre et Stephen Dunheved mènent en juin ou juillet 1327 une attaque contre le château de Berkeley, où le roi déchu est alors incarcéré, et parviennent à le libérer temporairement, bien qu'Édouard II soit ensuite repris par ses geôliers. Par ailleurs, Giles d'Espagne et Benedict Braham sont ouvertement déclarés traîtres par la reine-mère Isabelle de France le 31 mars 1330 en figurant sur la liste des adhérents d'Edmond de Woodstock, 1er comte de Kent, qui a été exécuté le 19 mars pour avoir prétendument conspiré pour délivrer et restaurer sur le trône Édouard II, que la rumeur dit alors toujours vivant et incarcéré au château de Corfe malgré sa mort présumée le 21 septembre 1327. Quant à Huchon le Despenser, il demeure incarcéré à Bristol jusqu'en juillet 1331, date à laquelle le roi Édouard III ordonne sa libération, quelques mois après avoir écarté des affaires du royaume sa mère Isabelle et fait exécuter Roger Mortimer, et est formellement restauré dans ses possessions par le Parlement en février 1332.
La capitulation de Caerphilly conduit à l'éclatement d'un fait divers qui ne sera partiellement résolu qu'au milieu du XXe siècle. Une fois que la garnison loyale à Édouard II a quitté la forteresse, les troupes de la reine Isabelle pénètrent dans les lieux et prennent possession des 14 000 livres qui ont été laissées par le roi le 2 ou 3 novembre 1326. En revanche, cette somme ne constitue que la moitié du trésor emporté par Édouard après avoir quitté Londres le 2 octobre. Aucune trace de trésor ne figurant sur le roi ou son favori Hugues le Despenser lors de leur arrestation à Llantrisant, les autorités se voient contraintes de conclure que la moitié du trésor a été volée. Bien que plusieurs enquêtes royales soient diligentées, notamment une sur ordre d'Édouard III en 1331, le sort ultime de la moitié du trésor royal demeure inconnu. Tout juste peut-on alors déterminer que la somme a été transférée à l'automne 1326 de Neath à Swansea et que la garnison du château de Kidwelly a reçu d'Édouard II pendant sa fuite la charge de conserver la somme. Par la suite, l'itinéraire du trésor reste inconnu et les personnes soupçonnées de son vol ne manquent pas : outre les membres de la garnison de Kidwelly, la noblesse galloise locale est également accusée et même les enquêteurs missionnés par le roi en 1331 se voient dénoncés, bien que les faits aient alors eu lieu cinq ans auparavant. Finalement, des fouilles à l'abbaye de Neath et dans la péninsule de Gower dans les années 1950 et 1960 laissent supposer qu'une partie des 15 000 livres manquantes a été enterrée à la hâte à Neath, tandis que certains bijoux ont été subtilisés.